# Amboasary
Amboasary ist eine ländliche Gemeinde im Süden Madagaskars. Sie ist der Hauptsitz des gleichnamigen Distrikts Amboasary und liegt in der Region Anosy.